# Cleome ornithopodioides
Cleome ornithopodioides är en paradisblomsterväxtart som beskrevs av Carl von Linné. Cleome ornithopodioides ingår i släktet paradisblomstersläktet, och familjen paradisblomsterväxter. Inga underarter finns listade i Catalogue of Life.

## Bildgalleri

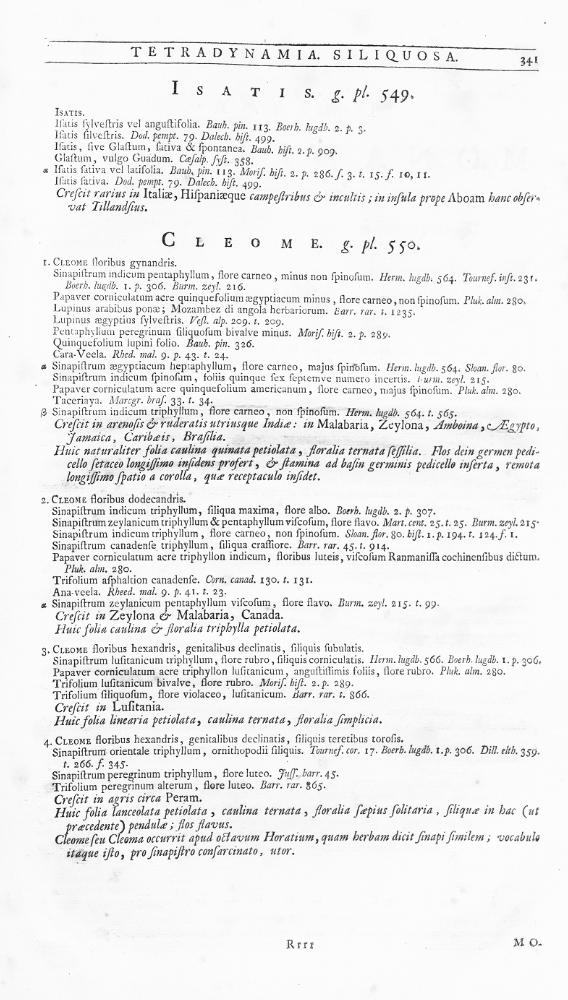
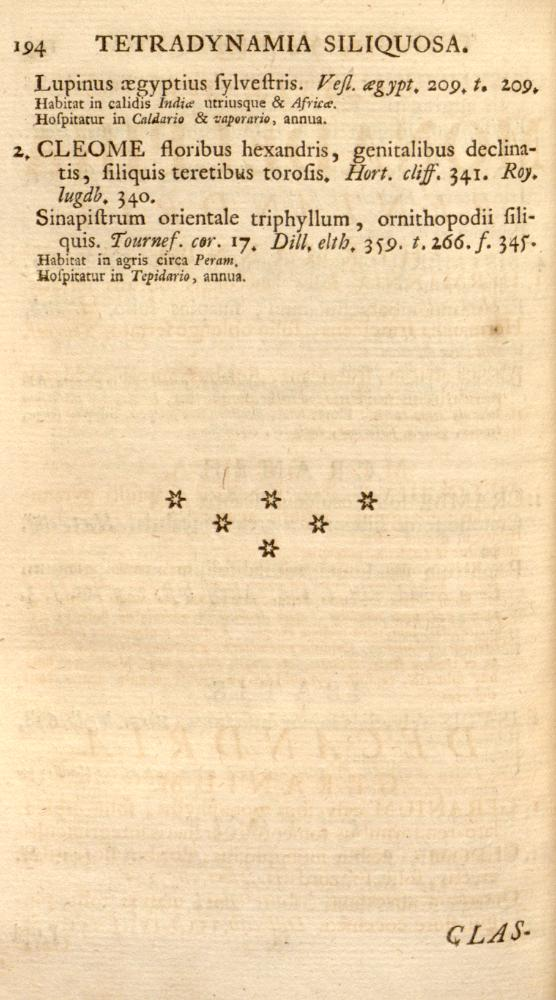
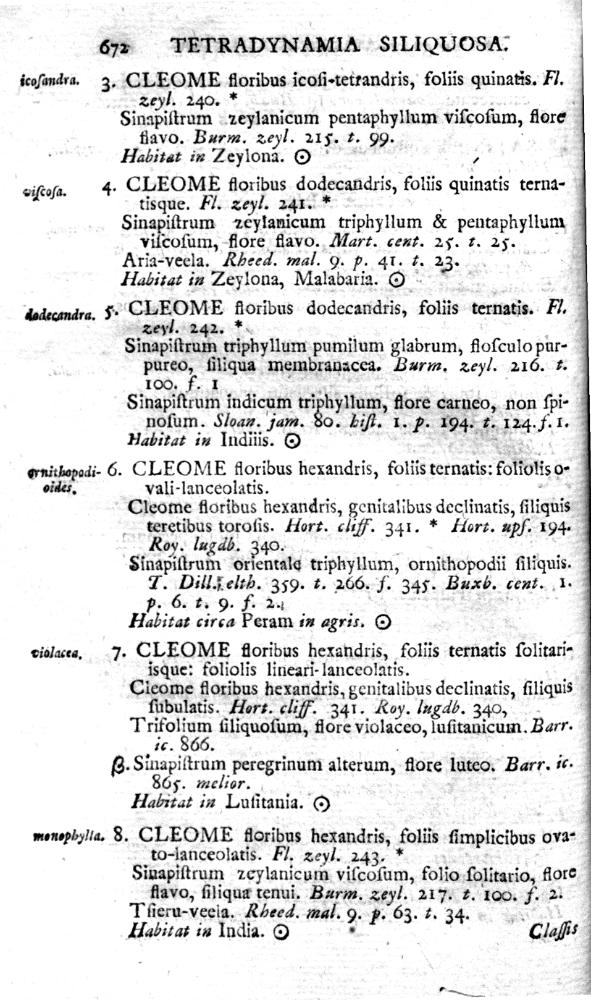